# Trophée international de Formule 3 de la FIA
Le Trophée international de Formule 3 était un championnat de course automobile de monoplace de Formule 3 créé en 2011 et rassemblant les courses mondiales les plus importantes de la catégorie.

## Historique

### Création
Le trophée international a été créé par la FIA dans le but d'avoir un championnat mondial de Formule 3 et de réunir les épreuves dites « spéciales » de la catégorie comme le Grand Prix de Macao, le Grand Prix de Pau, et les Masters de Zandvoort. L'objectif est de faire émerger les futurs talents parmi les pilotes et les ingénieurs. La première édition du Trophée a eu lieu en 2011 avec huit courses réparties dans cinq meetings différents en Europe et en Asie.

### Disparition
Le 9 mars 2012, le conseil mondial de la Fédération internationale de l'automobile valide le retour du Championnat d'Europe de Formule 3, ce qui entraine la disparition du Trophée.
Parmi les trois épreuves spéciales de Formule 3 qui composaient le calendrier (le Grand Prix de Macao, le Grand Prix de Pau, et les Masters de Zandvoort), seul le Grand Prix de Pau est ajouté au calendrier Européen (Macao n'étant pas situé en Europe et possédant déjà le titre de « Coupe Intercontinentale »). Les Masters de Zandvoort se déroulent donc sans championnat de complément en 2012.

## Format
Temps de piste
Chaque événement comporte une ou deux manches. Dans le cas d'une seule manche, celle-ci dure 40 minutes. Dans le cas de deux manches, la première dure 30 minutes et la deuxième 40 minutes le jour suivant.
Distribution des points
Le barème est le même qu'en Formule 1.
| Position | 1er | 2e | 3e | 4e | 5e | 6e | 7e | 8e | 9e | 10e |
| -------- | --- | -- | -- | -- | -- | -- | -- | -- | -- | --- |
| Points   | 25  | 18 | 15 | 12 | 10 | 8  | 6  | 4  | 2  | 1   |

Titre
Le vainqueur du trophée reçoit une super-licence F1 d'une durée d'un an.

## Palmarès
| Saison | Vainqueur     | Équipe          | Voiture          |
| ------ | ------------- | --------------- | ---------------- |
| 2011   | Roberto Merhi | Prema Powerteam | Dallara-Mercedes |